# Rejectaria aratus
Rejectaria aratus là một loài bướm đêm trong họ Noctuidae.